# SN 2007of
SN 2007of – supernowa typu Ia-? odkryta 6 października 2007 roku w galaktyce A210456+0003. W momencie odkrycia miała maksymalną jasność 22,80m.